# Allyl hexanoat

Allyl hexanoat là một este và là một hợp chất hữu cơ có công thức C9H16O2, mật độ là 887 kg/m³, khối lượng phân tử là 156,23 g/mol và nhiệt độ sôi là 75-76 °C. Đây là một chất lỏng không màu, đặc biệt có nhiều trong dứa. Nó được sử dụng chủ yếu trong việc tạo hương vị dứa, đồng thời cũng có thể được sử dụng cho việc tạo vị cho hoa quả đào và quả mơ và cho hoa táo, hoa đào và các thành phần hương thơm khác.  Allyl hexanoat cũng là một thành phần của một số loại son môi.
Allyl hexanoat là một chất lỏng không màu, dễ cháy, hòa tan trong dung môi hữu cơ nhưng không hòa tan trong nước.